# Manuel Seyde
Manuel Seyde y Seyde (Paso del Macho, Veracruz 1914-1994) fue un periodista mexicano quien trabajó por más de cincuenta años en el periódico nacional más importante de México Excélsior (1914-1983), en el cual publicó temas del día y deportivos. Ganador del Premio Nacional de Periodismo y famoso por sus comentarios deportivos singulares, en especial de Fútbol. Manuel Seyde muere a los 80 años de edad, recordado y reconocido por la red de periodismo nacional (1914-1994).

## Carrera profesional
Manuel Seyde publicó durante casi cincuenta años la columna Temas del día en el periódico Excélsior, rotativo en el que llegó a ser director deportivo. Seyde incursionó en la investigación deportiva y desarrollo varias obras literarias con títulos relacionados con el fútbol: La Fiesta del Alarido, Las Copas del Mundo y Copa Mundial en 1986.
A Seyde se debe el apodo del equipo de fútbol de Veracruz, quien en 1946, considerando el rojo representativo de la entidad y el significado del azul en aquella plaza deportiva, les llamó Tiburones Rojos de Veracruz.
Manuel Seyde junto con Luis Carlos Seyde son los autores del irredento mote de “Ratones Verdes”, impuesto a la Selección Mexicana de Fútbol, hace casi 50 años, inmortalizado en el Salón del Periodista deportivo en el año 1966. La historia de dicho mote tiene sus orígenes previo al Mundial de Inglaterra en 1966, México sostuvo un encuentro contra el representativo inglés ante el que cayó de manera estrepitosa, con una de las mayores goleadas de su historia 8-0, el entrenador nacional era Ignacio Trelles Campos. El entrenador del equipo de Inglaterra Alf Ramsey, fue entrevistado al final del juego, dijo a los reporteros que los jugadores rivales corrían como “conejos asustados”. Esta zoo-metáfora dio pie a la creatividad y sarcasmo del jarocho Manuel Seyde. Y acabó apodándolos así, “Ratones Verdes” con el argumento de que siempre se experimentaba y ensayaba con ellos, como si fueran pruebas de laboratorio.
Otro concepto que se debe a la inspiración de Manuel Seyde, y que a la fecha no se olvida en Centroamérica, es el argumento de que países como México, Estados Unidos, Canadá y el Caribe, se jugaba con un “balón cuadrado”, argumentando que el modo de juego no tenía "pies ni cabeza"